# Diskografie Wize Khalify
Toto je seznam vydané diskografie amerického rappera Wize Khalify.

## Alba

### Studiová alba
| Show and Prove                                                                          | - Vydáno: 5. září 2006 (US) - Vydavatelství: Rostrum                  | —  | —  | —  | —  | —  | —  | —  | —  | —  | —  |                                              |
| Deal or No Deal                                                                         | - Vydáno: 24. listopadu 2009 (US) - Vydavatelství: Rostrum            | —  | 25 | 10 | —  | —  | —  | —  | —  | —  | —  |                                              |
| Rolling Papers                                                                          | - Vydáno: 29. března 2011 (US) - Vydavatelství: Rostrum, Atlantic     | 2  | 1  | 1  | 77 | 6  | 60 | 67 | 49 | 68 | 47 | - RIAA: 2× Platinum - MC: Gold - BPI: Silver |
| O.N.I.F.C.                                                                              | - Vydáno: 4. prosince 2012 (US) - Vydavatelství: Rostrum, Atlantic    | 2  | 1  | 1  | 45 | 14 | 20 | 10 | 15 | 9  | 10 | - RIAA: Platinum                             |
| Blacc Hollywood                                                                         | - Vydáno: 19. srpna 2014 (US) - Vydavatelství: Rostrum, Atlantic      | 1  | 1  | 1  | 26 | 1  | 31 | 12 | 56 | 7  | 27 | - RIAA: Platinum - MC: Gold                  |
| Rolling Papers 2                                                                        | - Vydáno: 13. července 2018 - Vydavatelství: Taylor Gang, Atlantic    | 2  | 2  | 2  | 55 | 4  | —  | 46 | 23 | 20 | 62 | - RIAA: Gold                                 |
| Multiverse                                                                              | - Vydáno: July 29. července 2022 - Vydavatelství: Taylor Gang, Asylum | 73 | —  | —  | —  | —  | —  | —  | —  | —  | —  |                                              |
| "—" značí, že se nahrávka neumístila v hitparádách nebo v tomto území ani nebyla vydána |                                                                       |    |    |    |    |    |    |    |    |    |    |                                              |

### Spolupráce
| Název                                                                                   | Detaily o albu                                                       | Umístění v hitparádách | Umístění v hitparádách | Umístění v hitparádách | Umístění v hitparádách |
| Název                                                                                   | Detaily o albu                                                       | US                     | US R&B/HH              | US Rap                 | CAN                    |
| --------------------------------------------------------------------------------------- | -------------------------------------------------------------------- | ---------------------- | ---------------------- | ---------------------- | ---------------------- |
| Rude Awakening (s Juicy J a TM88; jako TGOD Mafia)                                      | - Vydáno: 3. června 2016 - Vydavatelství: Atlantic, Columbia, EMPIRE | 26                     | 3                      | 3                      | 81                     |
| 2009 (s Curren$y)                                                                       | - Vydáno: 8. února 2019 - Vydavatelství: Jet Life, Atlantic          | 35                     | 19                     | 17                     | —                      |
| Wiz Got Wings (se Sledgren a Cardo)                                                     | - Vydáno: 10. prosince 2021 - Vydavatelství: Taylor Gang             | —                      | —                      | —                      | —                      |
| Stoner's Night (s Juicy J)                                                              | - Vydáno: 11. února 2022 - Vydavatelství: Trippy Music               | —                      | —                      | —                      | —                      |
| Full Court Press (s Big K.R.I.T., Smoke DZA a Girl Talk)                                | - Vydáno: 8. dubna 2022 - Vydavatelství: Taylor Gang, Asylum         | —                      | —                      | —                      | —                      |
| "—" značí, že se nahrávka neumístila v hitparádách nebo v tomto území ani nebyla vydána |                                                                      |                        |                        |                        |                        |

### Kompilační alba
| Název   | Detaily o albu                                    | Umístění v hitparádách | Umístění v hitparádách | Umístění v hitparádách | Umístění v hitparádách | Umístění v hitparádách | Umístění v hitparádách | Umístění v hitparádách | Umístění v hitparádách | Umístění v hitparádách | Umístění v hitparádách |
| Název   | Detaily o albu                                    | US                     | US R&B/HH              | US Rap                 | AUS                    | CAN                    | FRA                    | GER                    | NLD                    | SWI                    | UK                     |
| ------- | ------------------------------------------------- | ---------------------- | ---------------------- | ---------------------- | ---------------------- | ---------------------- | ---------------------- | ---------------------- | ---------------------- | ---------------------- | ---------------------- |
| Khalifa | - Vydáno: 5. února 2016 - Vydavatelství: Atlantic | 6                      | 3                      | 2                      | 48                     | 11                     | 99                     | 55                     | 73                     | 83                     | 45                     |

### Soundtracky
| Název                                         | Detaily o albu                                                                  | Umístění v hitparádách | Umístění v hitparádách | Umístění v hitparádách | Certifikace  |
| Název                                         | Detaily o albu                                                                  | US                     | US R&B/HH              | US Rap                 | Certifikace  |
| --------------------------------------------- | ------------------------------------------------------------------------------- | ---------------------- | ---------------------- | ---------------------- | ------------ |
| Mac & Devin Go to High School (se Snoop Dogg) | - Vydáno: 13. prosince 2011 (US) - Vydavatelství: Rostrum, Doggystyle, Atlantic | 29                     | 6                      | 3                      | - RIAA: Gold |

## Extended play
| Název                                                                                   | Detaily o extended play                                          | Umístění v hitparádách | Umístění v hitparádách | Umístění v hitparádách |
| Název                                                                                   | Detaily o extended play                                          | US                     | US R&B/HH              | US Rap                 |
| --------------------------------------------------------------------------------------- | ---------------------------------------------------------------- | ---------------------- | ---------------------- | ---------------------- |
| Live in Concert (s Curren$y)                                                            | - Vydáno: 20. dubna 2013 (US) - Vydavatelství: Jet Life, Rostrum | 30                     | 8                      | 7                      |
| Talk About It in the Morning (s Ty Dolla Sign)                                          | - Vydáno: 31. března 2015 - Vydavatelství: Taylor Gang           | —                      | —                      | —                      |
| O.N.I.F.C: 4 Years Anniversary                                                          | - Vydáno: 4. prosince 2016 - Vydavatelství: Taylor Gang          | —                      | —                      | —                      |
| Kush & OJ: 7 Years Anniversary                                                          | - Vydáno: 15. dubna 2017 - Vydavatelství: Taylor Gang            | —                      | —                      | —                      |
| Pre-Rolleds                                                                             | - Vydáno: 3. června 2017 - Vydavatelství: Taylor Gang            | —                      | —                      | —                      |
| Bong Rips                                                                               | - Vydáno: 24. června 2017 - Vydavatelství: Taylor Gang           | —                      | —                      | —                      |
| It's Only Weed Bro                                                                      | - Vydáno: 11. února 2020 - Vydavatelství: Taylor Gang            | —                      | —                      | —                      |
| The Saga of Wiz Khalifa                                                                 | - Vydáno: 20. dubna 2020 - Vydavatelství: Taylor Gang, Rostrum   | 48                     | 29                     | 23                     |
| 3 Doobies                                                                               | - Vydáno: 28. července 2020 - Vydavatelství: Taylor Gang         | —                      | —                      | —                      |
| Just a Regular Day                                                                      | - Vydáno: 31. prosince 2020 - Vydavatelství: Taylor Gang         | —                      | —                      | —                      |
| Taylor Cinema                                                                           | - Vydáno: 8. října 2021 - Vydavatelství: Taylor Gang             | —                      | —                      | —                      |
| "—" značí, že se nahrávka neumístila v hitparádách nebo v tomto území ani nebyla vydána |                                                                  |                        |                        |                        |

## Mixtapy
| Název                                       | Detaily o albu                                                                         |
| ------------------------------------------- | -------------------------------------------------------------------------------------- |
| Prince of the City: Welcome to Pistolvania  | - Vydáno: 2005 (US) - Vydavatelství: Taylor Gang, Rostrum                              |
| Grow Season                                 | - Vydáno: 2007 (US) - Vydavatelství: Taylor Gang, Rostrum                              |
| Prince of the City 2                        | - Vydáno: 20. listopadu 2007 (US) - Vydavatelství: Taylor Gang, Rostrum                |
| Star Power                                  | - Vydáno: 17. září 2008 (US) - Vydavatelství: Taylor Gang, Rostrum                     |
| Flight School                               | - Vydáno: 17. dubna 2009 (US) - Vydavatelství: Taylor Gang, Rostrum                    |
| How Fly (s Curren$y)                        | - Vydáno: 9. srpna 2009 (US) - Vydavatelství: Jets International, Taylor Gang, Rostrum |
| Burn After Rolling                          | - Vydáno: 2. listopadu 2009 (US) - Vydavatelství: Taylor Gang, Rostrum                 |
| Kush & Orange Juice                         | - Vydáno: 14. dubna 2010 (US) - Vydavatelství: Taylor Gang, Rostrum                    |
| Cabin Fever                                 | - Vydáno: 17. února 2011 (US) - Vydavatelství: Taylor Gang, Rostrum                    |
| Taylor Allderdice                           | - Vydáno: 13. března 2012 (US) - Vydavatelství: Taylor Gang, Rostrum                   |
| Cabin Fever 2                               | - Vydáno: 16. října 2012 (US) - Vydavatelství: Taylor Gang, Rostrum                    |
| 28 Grams                                    | - Vydáno: 25. května 2014 (US) - Vydavatelství: Taylor Gang, Rostrum                   |
| Cabin Fever 3                               | - Vydáno: 15. prosince 2015 - Vydavatelství: Taylor Gang, Rostrum                      |
| TGOD Volume 1 (s Taylor Gang)               | - Vydáno: 11. října 2016 - Vydavatelství: Taylor Gang, Rostrum                         |
| Laugh Now, Fly Later                        | - Vydáno: 9. listopadu 2017 - Vydavatelství: Taylor Gang, Rostrum                      |
| Fly Times, Vol.1: The Good Fly Young        | - Vydáno: 20. dubna 2019 - Vydavatelství: Taylor Gang, Rostrum                         |
| Big Pimpin                                  | - Vydáno: 9. září 2020 - Vydavatelství: Taylor Gang                                    |
| #FUCC2020 (s DJ DaddyKat)                   | - Vydáno: 1. ledna 2021 - Vydavatelství: Taylor Gang                                   |
| Taylor Nights (s Taylor Gang a DJ DaddyKat) | - Vydáno: 19. února 2021 - Vydavatelství: Taylor Gang                                  |
| G Rage (s Taylor Gang)                      | - Vydáno: 28. října 2022 - Vydavatelství: Taylor Gang                                  |
| See Ya                                      | - Vydáno: 14. června 2023 - Vydavatelství: Taylor Gang                                 |
| Khali Sober                                 | - Vydáno: 6. října 2023 - Vydavatelství: Taylor Gang                                   |
| Decisions                                   | - Vydáno: 1. prosince 2023 - Vydavatelství: Taylor Gang                                |

## Singly

### Jako hlavní umělec
| Název                                                                                       | Rok  | Umístění v hitparádách | Umístění v hitparádách | Umístění v hitparádách | Umístění v hitparádách | Umístění v hitparádách | Umístění v hitparádách | Umístění v hitparádách | Umístění v hitparádách | Umístění v hitparádách | Umístění v hitparádách | Certifikace | Album                               |
| Název                                                                                       | Rok  | US                     | US R&B                 | US Rap                 | AUS                    | CAN                    | GER                    | IRL                    | NZ                     | SWI                    | UK                     | Certifikace | Album                               |
| ------------------------------------------------------------------------------------------- | ---- | ---------------------- | ---------------------- | ---------------------- | ---------------------- | ---------------------- | ---------------------- | ---------------------- | ---------------------- | ---------------------- | ---------------------- | --- | ----------------------------------- |
| "Pittsburgh Sound"                                                                          | 2007 | —                      | —                      | —                      | —                      | —                      | —                      | —                      | —                      | —                      | —                      | | Show and Prove                      |
| "Youngin' on His Grind"                                                                     | 2007 | —                      | —                      | —                      | —                      | —                      | —                      | —                      | —                      | —                      | —                      | | Singly bez alb                      |
| "Make It Hot"                                                                               | 2008 | —                      | —                      | —                      | —                      | —                      | —                      | —                      | —                      | —                      | —                      | | Singly bez alb                      |
| "Say Yeah"                                                                                  | 2008 | —                      | —                      | 20                     | —                      | —                      | —                      | —                      | —                      | —                      | —                      | - RIAA: Gold | Singly bez alb                      |
| "Ink My Whole Body"                                                                         | 2009 | —                      | —                      | —                      | —                      | —                      | —                      | —                      | —                      | —                      | —                      | | Star Power                          |
| "Get Sum"                                                                                   | 2009 | —                      | —                      | —                      | —                      | —                      | —                      | —                      | —                      | —                      | —                      | | Flight School                       |
| "Mezmorized"                                                                                | 2010 | —                      | —                      | —                      | —                      | —                      | —                      | —                      | —                      | —                      | —                      | | Kush & Orange Juice                 |
| "Black and Yellow"                                                                          | 2010 | 1                      | 6                      | 1                      | 24                     | 7                      | 31                     | 14                     | 21                     | 44                     | 5                      | - RIAA: 6× Platinum - ARIA: Platinum - BPI: Platinum - BVMI: Gold - MC: 3× Platinum - RMNZ: Gold                                                    | Rolling Papers                      |
| "Roll Up"                                                                                   | 2011 | 13                     | 7                      | 2                      | 72                     | 56                     | —                      | 49                     | —                      | —                      | 42                     | - RIAA: 2× Platinum - MC: Gold | Rolling Papers                      |
| "On My Level" (feat. Too Short)                                                             | 2011 | 52                     | 16                     | 10                     | —                      | 96                     | —                      | —                      | —                      | —                      | —                      | - RIAA: Platinum | Rolling Papers                      |
| "No Sleep"                                                                                  | 2011 | 6                      | —                      | 23                     | —                      | 64                     | 91                     | —                      | —                      | —                      | —                      | - RIAA: 2× Platinum - MC: Gold | Rolling Papers                      |
| "The Race"                                                                                  | 2011 | 66                     | —                      | —                      | —                      | —                      | —                      | —                      | —                      | —                      | —                      | | Rolling Papers                      |
| "Young, Wild & Free" (se Snoop Dogg feat. Bruno Mars)                                       | 2011 | 7                      | 56                     | 8                      | 4                      | 13                     | 15                     | 33                     | 2                      | 6                      | 44                     | - RIAA: 6× Platinum - ARIA: 4× Platinum - BPI: Platinum - BVMI: 5× Gold - IFPI SWI: Gold - MC: 3× Platinum - RMNZ: Platinum                         | Mac & Devin Go to High School       |
| "Work Hard, Play Hard"                                                                      | 2012 | 17                     | 13                     | 3                      | 93                     | 40                     | 76                     | —                      | —                      | —                      | 161                    | - RIAA: 2× Platinum - MC: Gold | O.N.I.F.C.                          |
| "Remember You" (feat. the Weeknd)                                                           | 2012 | 63                     | 15                     | 13                     | —                      | —                      | —                      | —                      | —                      | —                      | 186                    | - RIAA: Platinum | O.N.I.F.C.                          |
| "We Own It" (s 2 Chainz)                                                                    | 2013 | 16                     | 4                      | 3                      | 6                      | 14                     | 5                      | 21                     | 6                      | 3                      | 6                      | - RIAA: 3× Platinum - ARIA: 3× Platinum - BPI: Gold - BVMI: Gold                                                                                    | Rychle a zběsile 6                  |
| "We Dem Boyz"                                                                               | 2014 | 43                     | 10                     | 4                      | —                      | 92                     | —                      | —                      | —                      | —                      | —                      | - RIAA: Platinum - BPI: Silver - MC: Platinum | Blacc Hollywood                     |
| "You and Your Friends" (feat. Snoop Dogg a Ty Dolla Sign)                                   | 2014 | 82                     | 21                     | 18                     | —                      | —                      | —                      | —                      | —                      | —                      | —                      | - RIAA: Platinum | Blacc Hollywood                     |
| "Shell Shocked" (s Juicy J a Ty Dolla Sign feat. Kill the Noise a Madsonik)                 | 2014 | 84                     | 26                     | 17                     | 96                     | —                      | —                      | —                      | —                      | —                      | —                      | - RIAA: Platinum | Želvy Ninja                         |
| "See You Again" (feat. Charlie Puth)                                                        | 2015 | 1                      | 1                      | 1                      | 1                      | 1                      | 1                      | 1                      | 1                      | 1                      | 1                      | - RIAA: Diamond (14× Platinum) - ARIA: 5× Platinum - BPI: 3× Platinum - BVMI: Diamond - IFPI SWI: 2× Platinum - MC: 3× Platinum - RMNZ: 3× Platinum | Rychle a zběsile 7                  |
| "Burn Slow" (feat. Rae Sremmurd)                                                            | 2015 | 83                     | 28                     | —                      | —                      | —                      | —                      | —                      | —                      | —                      | —                      | | Singly bez alb                      |
| "King of Everything"                                                                        | 2015 | —                      | —                      | —                      | —                      | —                      | —                      | —                      | —                      | —                      | —                      | - RIAA: Gold | Singly bez alb                      |
| "Bake Sale" (feat. Travis Scott)                                                            | 2016 | 56                     | 18                     | 9                      | —                      | 71                     | —                      | —                      | —                      | —                      | —                      | - RIAA: Gold | Khalifa                             |
| "All Night" (s Juicy J)                                                                     | 2016 | —                      | —                      | —                      | —                      | —                      | —                      | —                      | —                      | —                      | —                      | | TGOD Mafia Presents: Rude Awakening |
| "Pull Up" (feat. Lil Uzi Vert)                                                              | 2016 | —                      | 49                     | —                      | —                      | —                      | —                      | —                      | —                      | —                      | —                      | - RIAA: Gold | Singl bez alb                       |
| "Sucker for Pain" (s Lil Wayne, Imagine Dragons, Logic a Ty Dolla Sign feat. X Ambassadors) | 2016 | 15                     | 3                      | 1                      | 7                      | 19                     | 8                      | 84                     | 5                      | 16                     | 11                     | - RIAA: 3× Platinum - ARIA: Platinum - BPI: Platinum - BVMI: Platinum - RMNZ: Gold                                                                  | Sebevražedný oddíl                  |
| "Gang Up" (s Young Thug, 2 Chainz a PnB Rock)                                               | 2017 | —                      | —                      | —                      | —                      | —                      | —                      | —                      | —                      | 72                     | —                      | - RIAA: Gold | Rychle a zběsile 8                  |
| "Something New" (feat. Ty Dolla Sign)                                                       | 2017 | 92                     | 37                     | —                      | —                      | 94                     | —                      | —                      | —                      | —                      | —                      | - RIAA: Platinum | Rolling Papers 2                    |
| "Letterman"                                                                                 | 2017 | —                      | —                      | —                      | —                      | —                      | —                      | —                      | —                      | —                      | —                      | | Laugh Now, Fly Later                |
| "Real Rich" (feat. Gucci Mane)                                                              | 2018 | —                      | —                      | —                      | —                      | —                      | —                      | —                      | —                      | —                      | —                      | - RIAA: Gold | Rolling Papers 2                    |
| "Hopeless Romantic" (feat. Swae Lee)                                                        | 2018 | 72                     | 30                     | 25                     | —                      | 83                     | —                      | —                      | —                      | —                      | —                      | - RIAA: Platinum | Rolling Papers 2                    |
| "Gin & Drugs" (feat. Problem)                                                               | 2018 | —                      | —                      | —                      | —                      | —                      | —                      | —                      | —                      | —                      | —                      | | Rolling Papers 2                    |
| "Fr Fr" (feat. Lil Skies)                                                                   | 2018 | 73                     | 31                     | —                      | —                      | 89                     | —                      | —                      | —                      | —                      | —                      | - RIAA: Gold | Rolling Papers 2                    |
| "Alright" (feat. Trippie Redd a Preme)                                                      | 2019 | —                      | —                      | —                      | —                      | —                      | —                      | —                      | —                      | —                      | —                      | | Singly bez alb                      |
| "Wait for Me" (s Carnage a G-Eazy)                                                          | 2019 | —                      | —                      | —                      | —                      | —                      | —                      | —                      | —                      | —                      | —                      | | Singly bez alb                      |
| "Never Lie" (feat. Moneybagg Yo)                                                            | 2019 | —                      | —                      | —                      | —                      | —                      | —                      | —                      | —                      | —                      | —                      | | Singly bez alb                      |
| "Speed Me Up" (s Ty Dolla Sign, Lil Yachty a Sueco the Child)                               | 2020 | —                      | —                      | —                      | —                      | —                      | —                      | —                      | —                      | —                      | —                      | | Ježek Sonic                         |
| "Bammer" (featuring Mustard)                                                                | 2020 | —                      | —                      | —                      | —                      | —                      | —                      | —                      | —                      | —                      | —                      | | The Saga of Wiz Khalifa             |
| "Contact" (feat. Tyga)                                                                      | 2020 | —                      | —                      | —                      | —                      | —                      | —                      | —                      | —                      | —                      | —                      | | The Saga of Wiz Khalifa             |
| "Still Wiz"                                                                                 | 2020 | —                      | —                      | —                      | —                      | —                      | —                      | —                      | —                      | —                      | —                      | | The Saga of Wiz Khalifa             |
| "Drums Drums Drums" (s Travis Barker)                                                       | 2020 | —                      | —                      | —                      | —                      | —                      | —                      | —                      | —                      | —                      | —                      | | Singl bez alb                       |
| "Slim Peter"                                                                                | 2020 | —                      | —                      | —                      | —                      | —                      | —                      | —                      | —                      | —                      | —                      | | Big Pimpin'                         |
| "The Thrill" (s Empire of the Sun)                                                          | 2020 | —                      | —                      | —                      | —                      | —                      | —                      | —                      | —                      | —                      | —                      | | Burn After Rolling                  |
| "Cheers" (s Blackbear)                                                                      | 2020 | —                      | —                      | —                      | —                      | —                      | —                      | —                      | —                      | —                      | —                      | | Singly bez alb                      |
| "Million Dollar Moment"                                                                     | 2021 | —                      | —                      | —                      | —                      | —                      | —                      | —                      | —                      | —                      | —                      | | Singly bez alb                      |
| "Ordinary Life" (s Imanbek a Kddk feat. Kiddo)                                              | 2022 | —                      | —                      | —                      | —                      | —                      | —                      | —                      | —                      | —                      | —                      | | Singly bez alb                      |
| "Iced Out Necklace"                                                                         | 2022 | —                      | —                      | —                      | —                      | —                      | —                      | —                      | —                      | —                      | —                      | | Multiverse                          |
| "Bad Ass Bitches"                                                                           | 2022 | —                      | —                      | —                      | —                      | —                      | —                      | —                      | —                      | —                      | —                      | | Multiverse                          |
| "#NeverDrinkingAgain"                                                                       | 2022 | —                      | —                      | —                      | —                      | —                      | —                      | —                      | —                      | —                      | —                      | | Singly bez alb                      |
| "Sh Sh Sh (Hit That)" (s Dvbbs feat. Urfavxboyfriend a Goldsoul)                            | 2023 | —                      | —                      | —                      | —                      | —                      | —                      | —                      | —                      | —                      | —                      | | Singly bez alb                      |
| "Don't Text Don't Call" (se Snoop Dogg)                                                     | 2023 | —                      | —                      | —                      | —                      | —                      | —                      | —                      | —                      | —                      | —                      | | Singly bez alb                      |
| "Khalifa's Home"                                                                            | 2024 | —                      | —                      | —                      | —                      | —                      | —                      | —                      | —                      | —                      | —                      | | Kush & Orange Juice 2               |
| "Hide It" (feat. Don Toliver)                                                               | 2024 | —                      | —                      | —                      | —                      | —                      | —                      | —                      | —                      | —                      | —                      | | Kush & Orange Juice 2               |
| "Bring Your Lungs" (feat. Smoke DZA)                                                        | 2024 | —                      | —                      | —                      | —                      | —                      | —                      | —                      | —                      | —                      | —                      | | Kush & Orange Juice 2               |
| "—" značí, že se nahrávka neumístila v hitparádách nebo v tomto území ani nebyla vydána     |      |                        |                        |                        |                        |                        |                        |                        |                        |                        |                        | |                                     |

### Jako vedlejší umělec
| Název                                                                                    | Rok  | Umístění v hitparádách | Umístění v hitparádách | Umístění v hitparádách | Umístění v hitparádách | Umístění v hitparádách | Umístění v hitparádách | Umístění v hitparádách | Umístění v hitparádách | Umístění v hitparádách | Umístění v hitparádách | Certifikace | Album                   |
| Název                                                                                    | Rok  | US                     | US R&B                 | US Rap                 | AUS                    | CAN                    | GER                    | IRL                    | NZ                     | SWI                    | UK                     | Certifikace | Album                   |
| ---------------------------------------------------------------------------------------- | ---- | ---------------------- | ---------------------- | ---------------------- | ---------------------- | ---------------------- | ---------------------- | ---------------------- | ---------------------- | ---------------------- | ---------------------- | --- | ----------------------- |
| "Lowridin'" (Far East Movement feat. Wiz Khalifa a Bionik)                               | 2007 | —                      | —                      | —                      | —                      | —                      | —                      | —                      | —                      | —                      | —                      | | Animal                  |
| "Best Night of My Life" (Jamie Foxx feat. Wiz Khalifa)                                   | 2011 | —                      | 12                     | —                      | —                      | —                      | —                      | —                      | —                      | —                      | —                      | | Best Night of My Life   |
| "Till I'm Gone" (Tinie Tempah feat. Wiz Khalifa)                                         | 2011 | 90                     | 49                     | 22                     | —                      | —                      | —                      | 32                     | —                      | 69                     | 24                     | - BPI: Silver | Disc-Overy              |
| "Oh My" (DJ Drama feat. Fabolous, Roscoe Dash a Wiz Khalifa)                             | 2011 | 95                     | 18                     | 12                     | —                      | —                      | —                      | —                      | —                      | —                      | —                      | | Third Power             |
| "5 O'Clock" (T-Pain feat. Wiz Khalifa a Lily Allen)                                      | 2011 | 10                     | 9                      | —                      | 29                     | 15                     | 91                     | —                      | 27                     | 47                     | 6                      | - ARIA: Gold - MC: Platinum                                                                                           | Revolver                |
| "Getting Paid" (Trae feat. Wiz Khalifa)                                                  | 2011 | —                      | —                      | —                      | —                      | —                      | —                      | —                      | —                      | —                      | —                      | | Street King             |
| "I'm On" (Trae feat. Lupe Fiasco, Big Boi, Wale, Wiz Khalifa a MDMA)                     | 2011 | —                      | —                      | —                      | —                      | —                      | —                      | —                      | —                      | —                      | —                      | | Street King             |
| "Till I Die" (Chris Brown feat. Big Sean a Wiz Khalifa)                                  | 2012 | —                      | 12                     | 14                     | —                      | —                      | —                      | —                      | —                      | —                      | —                      | | Fortune                 |
| "Payphone" (Maroon 5 feat. Wiz Khalifa)                                                  | 2012 | 2                      | —                      | —                      | 2                      | 1                      | 4                      | 2                      | 2                      | 4                      | 1                      | - RIAA: 7× Platinum - ARIA: 13× Platinum - BPI: 3× Platinum - BVMI: Platinum - IFPI SWI: Platinum - RMNZ: 2× Platinum | Overexposed             |
| "Jet Life" (Currensy feat. Big K.R.I.T. and Wiz Khalifa)                                 | 2012 | —                      | 76                     | —                      | —                      | —                      | —                      | —                      | —                      | —                      | —                      | | The Stoned Immaculate   |
| "Celebration" (Game feat. Chris Brown, Tyga, Wiz Khalifa a Lil Wayne)                    | 2012 | 81                     | 24                     | 19                     | —                      | —                      | —                      | —                      | —                      | —                      | —                      | | Jesus Piece             |
| "Don't Make Em Like You" (Ne-Yo feat. Wiz Khalifa)                                       | 2012 | —                      | 47                     | —                      | —                      | —                      | —                      | —                      | —                      | —                      | —                      | | R.E.D.                  |
| "Hate Bein' Sober" (Chief Keef feat. 50 Cent a Wiz Khalifa)                              | 2013 | —                      | 37                     | —                      | —                      | —                      | —                      | —                      | —                      | —                      | —                      | - RIAA: 2× Platinum                                                                                                   | Finally Rich            |
| "Molly" (Tyga feat. Cedric Gervais, Wiz Khalifa a Mally Mall)                            | 2013 | 66                     | 22                     | 16                     | —                      | —                      | —                      | —                      | —                      | —                      | —                      | - RIAA: Platinum | Hotel California        |
| "NBA" (Joe Budden feat. Wiz Khalifa a French Montana)                                    | 2013 | —                      | —                      | —                      | —                      | —                      | —                      | —                      | —                      | —                      | —                      | | No Love Lost            |
| "Beat It" (Sean Kingston feat. Chris Brown a Wiz Khalifa)                                | 2013 | 52                     | 23                     | —                      | 40                     | —                      | —                      | 63                     | 25                     | —                      | —                      | - ARIA: Gold | Back 2 Life             |
| "Reason to Hate" (DJ Felli Fel feat. Ne-Yo, Tyga a Wiz Khalifa)                          | 2013 | —                      | —                      | —                      | —                      | —                      | —                      | —                      | —                      | —                      | —                      | | Singly bez alb          |
| "Fighter Jet" (Caligula feat. Wiz Khalifa)                                               | 2013 | —                      | —                      | —                      | —                      | —                      | —                      | —                      | —                      | —                      | —                      | | Singly bez alb          |
| "Drop Bands on It" (Mally Mall feat. Wiz Khalifa, Tyga a Fresh)                          | 2013 | —                      | —                      | —                      | —                      | —                      | —                      | —                      | —                      | —                      | —                      | | Singly bez alb          |
| "Irie" (Ty Dolla Sign feat. Wiz Khalifa)                                                 | 2013 | —                      | —                      | —                      | —                      | —                      | —                      | —                      | —                      | —                      | —                      | | Beach House 2           |
| "23" (Mike Will Made It featuring Miley Cyrus, Wiz Khalifa a Juicy J)                    | 2013 | 11                     | 4                      | 2                      | 39                     | 26                     | —                      | —                      | 22                     | —                      | 85                     | - RIAA: 4× Platinum                                                                                                   | Singl bez alb           |
| "Legends in the Making (Ashtray, Pt. 2)" (Smoke DZA feat. Wiz Khalifa a Currensy)        | 2013 | —                      | —                      | —                      | —                      | —                      | —                      | —                      | —                      | —                      | —                      | | Dream.ZONE.Achieve      |
| "Think About It" (Naughty Boy feat. Wiz Khalifa a Ella Eyre)                             | 2013 | —                      | —                      | —                      | —                      | —                      | —                      | —                      | —                      | —                      | 78                     | | Hotel Cabana            |
| "Feelin' Myself" (will.i.am feat. Miley Cyrus, French Montana, Wiz Khalifa a DJ Mustard) | 2013 | 96                     | 26                     | 15                     | 34                     | —                      | 55                     | 3                      | 16                     | —                      | 2                      | - BPI: Platinum | #willpower              |
| "Talkin' Bout" (Juicy J feat. Chris Brown a Wiz Khalifa)                                 | 2014 | —                      | —                      | —                      | —                      | —                      | —                      | —                      | —                      | —                      | —                      | | Stay Trippy             |
| "Or Nah" (Ty Dolla Sign feat. Wiz Khalifa and DJ Mustard)                                | 2014 | 48                     | 12                     | —                      | —                      | 78                     | —                      | —                      | —                      | —                      | —                      | - RIAA: 6× Platinum - BPI: Platinum                                                                                   | Beach House EP          |
| "Party Girls" (Ludacris feat. Wiz Khalifa, Jeremih a Cashmere Cat)                       | 2014 | —                      | 36                     | 25                     | —                      | —                      | —                      | —                      | —                      | —                      | —                      | | Singly bez alb          |
| "She Said" (Tuki Carter feat. Wiz Khalifa)                                               | 2014 | —                      | —                      | —                      | —                      | —                      | —                      | —                      | —                      | —                      | —                      | | Singly bez alb          |
| "Bigroom Blitz" (Scooter feat. Wiz Khalifa)                                              | 2014 | —                      | —                      | —                      | —                      | —                      | 43                     | —                      | —                      | —                      | —                      | | The Fifth Chapter       |
| "For Everybody" (Juicy J feat. Wiz Khalifa a R. City)                                    | 2015 | —                      | 50                     | —                      | —                      | —                      | —                      | —                      | —                      | —                      | —                      | | Singl bez alb           |
| "Hello, Hello" (Z.Tao feat. Wiz Khalifa)                                                 | 2016 | —                      | —                      | —                      | —                      | —                      | —                      | —                      | —                      | —                      | —                      | | The Road                |
| "Kush Ups" (Snoop Dogg feat. Wiz Khalifa)                                                | 2016 | —                      | —                      | —                      | —                      | —                      | —                      | —                      | —                      | —                      | —                      | | Cool Aid                |
| "Fuck Apologies" (JoJo feat. Wiz Khalifa)                                                | 2016 | —                      | —                      | —                      | —                      | —                      | —                      | —                      | —                      | —                      | 104                    | | Mad Love                |
| "Influence" (Tove Lo feat. Wiz Khalifa)                                                  | 2016 | —                      | —                      | —                      | —                      | —                      | —                      | —                      | —                      | —                      | —                      | | Lady Wood               |
| "When I Grow Up" (Dimitri Vegas & Like Mike feat. Wiz Khalifa)                           | 2018 | —                      | —                      | —                      | —                      | —                      | —                      | —                      | —                      | —                      | —                      | | Singl bez alb           |
| "Solitary" (Berner a Mozzy feat. Wiz Khalifa)                                            | 2019 | —                      | —                      | —                      | —                      | —                      | —                      | —                      | —                      | —                      | —                      | | Slimey Individuals      |
| "One Thought Away" (Asher Angel feat. Wiz Khalifa)                                       | 2019 | —                      | —                      | —                      | —                      | —                      | —                      | —                      | —                      | —                      | —                      | | Singl bez alb           |
| "Sugar" (Baby Goth feat. Wiz Khalifa)                                                    | 2019 | —                      | —                      | —                      | —                      | —                      | —                      | —                      | —                      | —                      | —                      | | Baby Goth               |
| "Wassup" (Berner feat. Wiz Khalifa a Chevy Woods)                                        | 2019 | —                      | —                      | —                      | —                      | —                      | —                      | —                      | —                      | —                      | —                      | | El Chivo                |
| "Prince Akeem" (Mike Posner feat. Wiz Khalifa)                                           | 2019 | —                      | —                      | —                      | —                      | —                      | —                      | —                      | —                      | —                      | —                      | | Keep Going              |
| "Proofread" (Famous Dex feat. Wiz Khalifa)                                               | 2019 | —                      | —                      | —                      | —                      | —                      | —                      | —                      | —                      | —                      | —                      | | Diana                   |
| "Pack Loud" (Hitmaka feat. Wiz Khalifa, French Montana a Travis Scott)                   | 2019 | —                      | —                      | —                      | —                      | —                      | —                      | —                      | —                      | —                      | —                      | | Big Tuh                 |
| "Up" (Sena Kana feat. Wiz Khalifa a Sheppard)                                            | 2019 | —                      | —                      | —                      | —                      | —                      | —                      | —                      | —                      | —                      | —                      | - RIAA: Gold | Singly bez alb          |
| "No Time" (Cheat Codes a DVBBS feat. Wiz Khalifa a PRINCE$$ ROSIE)                       | 2020 | —                      | —                      | —                      | —                      | —                      | —                      | —                      | —                      | —                      | —                      | | Singly bez alb          |
| "Where I'm From" (Lukas Graham feat. Wiz Khalifa)                                        | 2020 | —                      | —                      | —                      | —                      | —                      | —                      | —                      | —                      | —                      | —                      | | Singly bez alb          |
| "One Whole Day" (Dixie D'Amelio feat. Wiz Khalifa)                                       | 2020 | —                      | —                      | —                      | —                      | —                      | —                      | —                      | —                      | —                      | —                      | | Singly bez alb          |
| "All the Smoke" (Tyla Yaweh feat. Gunna a Wiz Khalifa)                                   | 2020 | —                      | —                      | —                      | —                      | —                      | —                      | —                      | —                      | —                      | —                      | | Singly bez alb          |
| "Too Late" (Cash Cash feat. Wiz Khalifa a Lukas Graham)                                  | 2021 | —                      | —                      | —                      | —                      | —                      | —                      | —                      | —                      | —                      | —                      | | Say It Like You Feel It |
| "Used to Be" (Steve Aoki a Kiiara feat. Wiz Khalifa)                                     | 2021 | —                      | —                      | —                      | —                      | —                      | —                      | —                      | —                      | —                      | —                      | | Singl bez alb           |
| "Mississippi Drive" (Diss Gacha a Sala feat. Wiz Khalifa)                                | 2024 | —                      | —                      | —                      | —                      | —                      | —                      | —                      | —                      | —                      | —                      | | Cultura Italiana Pt.1   |
| "—" značí, že se nahrávka neumístila v hitparádách nebo v tomto území ani nebyla vydána  |      |                        |                        |                        |                        |                        |                        |                        |                        |                        |                        | |                         |

### Promo singly
| "Double Vision" (Remix) (3OH!3 feat. Wiz Khalifa)                                                                      | 2010 | —  | —  | — | —  |                  | Singly bez alb        |
| "Choppa Choppa Down" (Remix) (French Montana feat. Rick Ross a Wiz Khalifa)                                            | 2011 | —  | —  | — | —  |                  | Singly bez alb        |
| "Bright Lights Bigger City" (Remix) (CeeLo Green feat. Wiz Khalifa)                                                    | 2011 | —  | —  | — | —  |                  | Singly bez alb        |
| "Sleazy Remix 2.0: Get Sleazier" (Kesha feat. Lil Wayne, Wiz Khalifa, T.I. a André 3000)                               | 2011 | 37 | 46 | — | —  |                  | Singly bez alb        |
| "Adorn" (Remix) (Miguel feat. Wiz Khalifa)                                                                             | 2012 | —  | —  | — | —  |                  | Kaleidoscope Dream    |
| "U.O.E.N.O." (Remix) (Rocko feat. Future a Wiz Khalifa)                                                                | 2013 | —  | —  | — | —  |                  | Singl bez alb         |
| "Bugatti" (Remix) (Ace Hood feat. Wiz Khalifa, T.I., Meek Mill, French Montana, 2 Chainz, Future, DJ Khaled a Birdman) | 2013 | —  | —  | — | —  |                  | Trials & Tribulations |
| "Like Whaaat" (Remix) (Problem feat. Wiz Khalifa, Tyga, Chris Brown a Master P)                                        | 2013 | —  | —  | — | —  |                  | Singly bez alb        |
| "Dirty Work" (Akon feat. Wiz Khalifa)                                                                                  | 2013 | —  | —  | — | —  |                  | Singly bez alb        |
| "What You 'Bout" (Iamsu! feat. Wiz Khalifa a Berner)                                                                   | 2014 | —  | —  | — | —  |                  | Sincerely Yours       |
| "Promises" | 2014 | –  | –  | – | –  | - RIAA: Platinum | Blacc Hollywood       |
| "Uma Thurman" (Boys of Zummer Remix) (Fall Out Boy feat. Wiz Khalifa)                                                  | 2015 | —  | —  | — | —  |                  | Singl bez alb         |
| "Go Hard or Go Home" (s Iggy Azalea)                                                                                   | 2015 | 86 | 65 | — | —  | - RIAA: Gold     | Rychle a zběsile 7    |
| "420" (Lil Debbie feat. Wiz Khalifa)                                                                                   | 2015 | —  | —  | — | —  |                  | Home Grown            |
| "No Social Media" (feat. Snoop Dogg)                                                                                   | 2015 | —  | —  | — | —  |                  | Singly bez alb        |
| "Most of Us" | 2015 | —  | —  | — | —  |                  | Khalifa               |
| "Influence" (Tove Lo feat. Wiz Khalifa)                                                                                | 2016 | —  | —  | 5 | 78 |                  | Lady Wood             |
| "Captain" (sólo nebo Remix feat. Smokepurpp)                                                                           | 2018 | —  | —  | — | —  |                  | Singl bez alb         |
| "420 Freestyle" | 2018 | —  | —  | — | —  |                  | Rolling Papers 2      |
| "Memory Lane" | 2022 | —  | —  | — | —  |                  | Multiverse            |
| "Big Daddy Wiz" (feat. Girl Talk)                                                                                      | 2022 | —  | —  | — | —  |                  | Multiverse            |
| "—" značí, že se nahrávka neumístila v hitparádách nebo v tomto území ani nebyla vydána                                |      |    |    |   |    |                  |                       |

## Další umístěné písně
| "Black and Purple" (Mullyman feat. Wale a Wiz Khalifa)                                  | 2010 | —  | 98 | —  | —  | —  | —   | —  |                  | WiRemix5                      |
| "When I'm Gone"                                                                         | 2011 | 57 | —  | —  | —  | 88 | —   | —  | - RIAA: Platinum | Rolling Papers                |
| "Taylor Gang" (feat. Chevy Woods)                                                       | 2011 | —  | —  | —  | —  | —  | —   | —  | - RIAA: Gold     | Rolling Papers                |
| "Fly Solo"                                                                              | 2011 | —  | —  | —  | —  | —  | —   | —  |                  | Rolling Papers                |
| "Yoko" (Berner feat. Wiz Khalifa a Big K.R.I.T.)                                        | 2011 | —  | —  | —  | —  | —  | —   | —  |                  | The White Album               |
| "High" (Big Sean feat. Wiz Khalifa a Chiddy Bang)                                       | 2011 | 98 | —  | —  | —  | —  | —   | —  |                  | Finally Famous                |
| "Smokin' On" (s Snoop Dogg feat. Juicy J)                                               | 2011 | —  | —  | —  | —  | —  | —   | —  |                  | Mac & Devin Go to High School |
| "Paperbond"                                                                             | 2012 |    | 39 | —  | —  | —  | 172 | —  |                  | O.N.I.F.C.                    |
| "Bluffin'" (feat. Berner)                                                               | 2012 | —  | 47 | —  | —  | —  | —   | —  |                  | O.N.I.F.C.                    |
| "Let It Go" (feat. Akon)                                                                | 2012 | 87 | 25 | 21 | —  | 91 | —   | —  |                  | O.N.I.F.C.                    |
| "The Bluff" (feat. Cam'ron)                                                             | 2012 | —  | —  | —  | —  | —  | —   | —  |                  | O.N.I.F.C.                    |
| "It's Nothin" (feat. 2 Chainz)                                                          | 2012 | —  | 34 | —  | —  | —  | —   | —  |                  | O.N.I.F.C.                    |
| "Initiation" (feat. LoLa Monroe)                                                        | 2012 | —  | —  | —  | —  | —  | —   | —  |                  | O.N.I.F.C.                    |
| "Up in It"                                                                              | 2012 | —  | —  | —  | —  | —  | —   | —  |                  | O.N.I.F.C.                    |
| "The Plan" (feat. Juicy J)                                                              | 2012 | —  | —  | —  | —  | —  | —   | —  |                  | O.N.I.F.C.                    |
| "Medicated" (feat. Chevy Woods a Juicy J)                                               | 2012 | —  | 44 | —  | —  | —  | —   | —  | - RIAA: Gold     | O.N.I.F.C.                    |
| "Bout Me" (feat. Problem a Iamsu!)                                                      | 2012 | —  | —  | —  | —  | —  | —   | —  |                  | O.N.I.F.C.                    |
| "I'm Still" (DJ Khaled feat. Chris Brown, Wale, Wiz Khalifa a Ace Hood)                 | 2013 | —  | —  | —  | —  | —  | —   | —  |                  | Suffering from Success        |
| "True Colors" (feat. Nicki Minaj)                                                       | 2014 | —  | —  | —  | —  | 93 | —   | 29 |                  | Blacc Hollywood               |
| "Hope" (feat. Ty Dolla Sign)                                                            | 2014 | —  | —  | —  | —  | —  | —   | —  |                  | Blacc Hollywood               |
| "Ass Drop"                                                                              | 2014 | —  | 35 | —  | —  | —  | —   | —  | - RIAA: Gold     | Blacc Hollywood               |
| "Raw"                                                                                   | 2014 | —  | —  | —  | —  | —  | —   | —  |                  | Blacc Hollywood               |
| "Stayin Out All Night" (Boys of Zummer Remix) (feat. Fall Out Boy)                      | 2015 | —  | —  | —  | 93 | —  | —   | —  |                  | Singl bez alb                 |
| "iSay" (feat. Juicy J)                                                                  | 2016 | —  | —  | —  | —  | —  | —   | —  |                  | Khalifa                       |
| "Hot Now"                                                                               | 2018 | —  | —  | —  | —  | —  | —   |    | Rolling Papers 2 |                               |
| "—" značí, že se nahrávka neumístila v hitparádách nebo v tomto území ani nebyla vydána |      |    |    |    |    |    |     |    |                  |                               |

## Spolu umělec
| Název                              | Rok                            | Další umělec | Album                                    |
| ---------------------------------- | ------------------------------ | --- | ---------------------------------------- |
| "What It Used to Be"               | 2006                           | Nicolay | Here                                     |
| "How We Ride"                      | 2009                           | Boaz | The Audiobiography                       |
| "Glass House"                      | 2010                           | Big K.R.I.T., Currensy | K.R.I.T. Wuz Here                        |
| "I'm on It"                        | 2010                           | French Montana, Nipsey Hussle, Big Sean | Mac & Cheese 2                           |
| "Super High" (Sativa Remix)        | 2010                           | Rick Ross, Ne-Yo, Currensy | žádné                                    |
| "Scaling the Building"             | 2010                           | Ski Beatz, Currensy | 24 Hour Karate School                    |
| "Look in the Mirror" (Remix)       | 2010                           | Yo Gotti, Wale, J. Cole | žádné                                    |
| "In My Car (Puff Bus)"             | 2010                           | J-Green, Juicy J | Solo Tape                                |
| "I Know"                           | 2010                           | Diddy – Dirty Money, Chris Brown, Sevyn | Last Train to Paris                      |
| "Retrosuperfuture"                 | 2010                           | Rick Ross | Ashes to Ashes                           |
| "Black and Purple"                 | 2010                           | Mullyman, Wale | WiRemix5                                 |
| "Taylor Made"                      | 2011                           | Game | Purp & Patron                            |
| "Purp & Yellow" (Skeetox Remix)    | 2011                           | Game, Snoop Dogg | Purp & Patron                            |
| "Keep Floatin'"                    | 2011                           | Mac Miller | Best Day Ever                            |
| "Bomb"                             | 2011                           | Chris Brown | F.A.M.E.                                 |
| "This Weed Iz Mine"                | 2011                           | Snoop Dogg | Doggumentary                             |
| "Racks" (Remix)                    | 2011                           | YC, Young Jeezy, Cyhi the Prynce, Bun B, B.o.B, Yo Gotti, Wale, Cory Gunz, Ace Hood, Trae tha Truth, Nelly, Twista, Big Sean, Cory Mo, Waka Flocka Flame | none                                     |
| "Can You Feel It"                  | 2011                           | Sublime with Rome | Yours Truly                              |
| "High"                             | 2011                           | Big Sean, Chiddy Bang | Finally Famous                           |
| "Yoko"                             | 2011                           | Berner, Big K.R.I.T., Chris Brown | The White Album                          |
| "Standin' on a Corner"             | 2011                           | Game, B.o.B | Hoodmorning (notypo): Candy Coronas      |
| "Scanners"                         | 2011                           | Neako | The Number 23                            |
| "Stoners Night (Part II)"          | 2011                           | Juicy J | Blue Dream & Lean                        |
| "Do It Again"                      | 2011                           | Terrace Martin, Kendrick Lamar | Locke High 2                             |
| "Smoke with Me"                    | 2011                           | Terrace Martin, Problem, James Fauntleroy | Locke High 2                             |
| "Go Girl"                          | 2012                           | Yo Gotti, Big K.R.I.T., Big Sean, Wale | Live from the Kitchen                    |
| "Flatline"                         | 2012                           | Masspike Miles | Say Hello to Forever                     |
| "No Squares"                       | 2012                           | Currensy | The Stoned Immaculate                    |
| "Vice"                             | 2012                           | Chevy Woods, Juicy J | Gang Land                                |
| "Shine"                            | 2012                           | Chevy Woods, LoLa Monroe | Gang Land                                |
| "M'Fer"                            | 2012                           | Chevy Woods | Gang Land                                |
| "Homerun"                          | 2012                           | Chevy Woods | Gang Land                                |
| "I Be Puttin' On"                  | 2012                           | Wale, French Montana, Roscoe Dash | Self Made Vol. 2                         |
| "Co-Pilot"                         | 2012                           | Prodigy | H.N.I.C. 3                               |
| "I'm So Blessed"                   | 2012                           | DJ Khaled, Big Sean, Ace Hood, T-Pain | Kiss the Ring                            |
| "No Limit"                         | 2012                           | Planet VI, Ariez Onasis | The American Nightmare                   |
| "All I Know"                       | 2012                           | Big Sean | Detroit                                  |
| "Gettin' After That Money"         | 2012                           | Boaz | Bases Loaded                             |
| "Pledge of Allegiance"             | 2012                           | DJ Drama, Planet VI, B.o.B | Quality Street Music                     |
| "The Plug"                         | 2012                           | Berner | Urban Farmer                             |
| "Like Mine"                        | 2012                           | Berner, LoLa Monroe | Urban Farmer                             |
| "Forever a G"                      | 2012                           | Xzibit | Napalm                                   |
| "Enjoy the Night"                  | 2012                           | Xzibit, David Banner, Brevi | Napalm                                   |
| "I Go Hard"                        | 2012                           | Ghostface Killah, Boy Jones | The Man with the Iron Fists soundtrack   |
| "Like the Pack"                    | 2012                           | Tuki Carter | Atlantafornication                       |
| "Pimpin' Ain't"                    | 2012                           | Tuki Carter | Atlantafornication                       |
| "Holdup Rollup"                    | 2012                           | Tuki Carter, Chevy Woods | Atlantafornication                       |
| "Say I"                            | 2012                           | E-40, Too Short | History: Function Music                  |
| "Drank and Smoke"                  | 2012                           | Gudda Gudda | Guddaville 3                             |
| "Know Betta"                       | 2012                           | Juicy J | žádné                                    |
| "Bandz a Make Her Dance" (Remix)   | 2012                           | Juicy J, B.o.B, Lola Monroe, French Montana | žádné                                    |
| "Goin' Up"                         | 2012                           | Iamsu! | Suzy 6 Speed                             |
| "Ain't No Change"                  | 2012                           | Compton Menace | Menace 2 Society Vol. 2                  |
| "Fuck ****"                        | 2012                           | Compton Menace | Menace 2 Society Vol. 2                  |
| "Die Young" (Remix)                | 2012                           | Kesha, Juicy J, Becky G | Warrior                                  |
| "Medicine Man (Drug Free)"         | 2012                           | Fashawn | Moet: Champagne & Styrofoam Cups         |
| "Hate Bein' Sober"                 | 2012                           | Chief Keef, 50 Cent | Finally Rich                             |
| "In the Night"                     | 2012                           | The Madden Brothers, Detail | Before — Volume One                      |
| "Paradise"                         | 2012                           | Berner | žádné                                    |
| "In the Stars"                     | 2013                           | Juicy J | žádné                                    |
| "Still Got That Work"              | 2013                           | Project Pat | Cheez N Dope                             |
| "Million Dollars"                  | 2013                           | Kid Red | REDemption                               |
| "Started From the Bottom (Remix)"  | 2013                           | Drake | žádné                                    |
| "Everything Is Good"               | 2013                           | Juelz Santana | God Will'n                               |
| "Playin'"                          | 2013                           | YG, Young Jeezy | Just Re'd Up 2                           |
| "Choosin'"                         | 2013                           | Currensy, Rick Ross | New Jet City                             |
| "Molly Girl" (Remix)               | 2013                           | Lil Durk | žádné                                    |
| "Nothin' on Ya"                    | 2013                           | Gucci Mane | Trap God 2                               |
| "Ain't No Changing Me" (Remix)     | 2013                           | Compton Menace, Game | žádné                                    |
| "Ballin'"                          | 2013                           | Fat Joe, Teyana Taylor | žádné                                    |
| "M.O.E."                           | 2013                           | Tyga | Hotel California                         |
| "Paradise"                         | 2013                           | Cassie | RockaByeBaby                             |
| "Only One"                         | 2013                           | Big K.R.I.T., Smoke DZA | K.R.I.T. (King Remembered In Time)       |
| "Burn Slow"                        | 2013                           | Los, Mickey Shiloh | Becoming King                            |
| "Weak"                             | 2013                           | Los, Cassie | Becoming King                            |
| "She Said"                         | 2013                           | Tuki Carter | žádné                                    |
| "The Rockers"                      | 2013                           | Action Bronson | Saaab Stories                            |
| "Gone"                             | 2013                           | Kelly Rowland | Talk a Good Game                         |
| "Rotation"                         | 2013                           | Wale, 2 Chainz | The Gifted                               |
| "Kush Do" (Remix)                  | 2013                           | Rockie Fresh | žádné                                    |
| "Bout Mine"                        | 2013                           | Problem | The Separation                           |
| "Like Whaaat" (Remix)              | 2013                           | Problem, Chris Brown, Tyga, Master P | žádné                                    |
| "See Me"                           | 2013                           | Tech N9ne, B.o.B. | Something Else                           |
| "Mind of a Stoner"                 | 2013                           | Machine Gun Kelly | Black Flag                               |
| "I Bet"                            | 2013                           | Ty Dolla Sign | Beach House 2                            |
| "Satellites" (Remix)               | 2013                           | Kevin Gates | Stranger Than Fiction                    |
| "Shootin'"                         | 2013                           | Juicy J | žádné                                    |
| "I'm Laughin'"                     | 2013                           | Cory Gunz | Datz WTF I'm Talkin Bout                 |
| "Bands on It"                      | 2013                           | Mally Mall, Tyga, Fresh | žádné                                    |
| "Smoke a *****"                    | 2013                           | Juicy J | Stay Trippy                              |
| "Talkin' Bout"                     | 2013                           | Juicy J, Chris Brown | Stay Trippy                              |
| "One Thousand"                     | 2013                           | Juicy J | Stay Trippy                              |
| "Motivation"                       | 2013                           | Terrace Martin, Brevi | 3ChordFold                               |
| "Dimes"                            | 2013                           | Vali | žádné                                    |
| "Chiefin'"                         | 2013                           | Project Pat | Cheez N Dope 2                           |
| "Miley"                            | 2013                           | DJ Holiday, Waka Flocka Flame | žádé                                     |
| "My Chick Better"                  | 2013                           | Nelly, Fabolous | M.O.                                     |
| "Rider"                            | 2013                           | Chief Keef | žádné                                    |
| "Like Me"                          | 2013                           | Grafh | Pain Killers: Reloaded                   |
| "1 Up"                             | 2013                           | Trae tha Truth, Lil Boss, Jadakiss | I Am King                                |
| "I'm Still"                        | 2013                           | DJ Khaled, Ace Hood, Chris Brown, Wale | Suffering from Success                   |
| "Cash in a Rubberband"             | 2013                           | DJ Bay Bay, Juicy J, Project Pat | Bay Bay Day 2013                         |
| "KD35"                             | 2013                           | Chevy Woods | Gang Land 2                              |
| "More Champagne"                   | 2013                           | DJ Whoo Kid, ASAP Ferg, Problem | The N-Word Bond Project                  |
| "Advice"                           | 2013                           | Berner | Drugstore Cowboy                         |
| "Night & Day"                      | 2013                           | Berner, Problem | Drugstore Cowboy                         |
| "Bounce It" (Remix)                | 2013                           | Juicy J, Trey Songz | žádné                                    |
| "La La La"                         | 2013                           | Dorrough | žádné                                    |
| "The Vapors" (Remix)               | 2013                           | Jhené Aiko | žádné                                    |
| "Whippin' a Brick"                 | 2013                           | Mike Will Made It, Migos | #MikeWillBeenTrill                       |
| "All for You"                      | 2014                           | French Montana, Lana Del Rey, Snoop Dogg, Machine Gun Kelly                                                                                              | Coke Boys 4                              |
| "High as Hell"                     | 2014                           | B.o.B | žádné                                    |
| "Hydroponic"                       | 2014                           | Kurupt, B-Real | Wake & Bake Vol. 1                       |
| "My Momma"                         | 2014                           | Future | Honest                                   |
| "Too Wild"                         | 2014                           | Afrojack, Devin Cruise | Forget the World                         |
| "Deep"                             | 2014                           | DJ Mustard, Rick Ross, TeeFlii | 10 Summers                               |
| "Burnin"                           | 2014                           | Twista, Berner | Dark Horse                               |
| "All Day"                          | 2014                           | John Cena | WWE 2K15 soundtrack                      |
| "Breaks"                           | 2014                           | John Cena | WWE 2K15 soundtrack                      |
| "Let's Get It"                     | 2014                           | Cash Out, Ty Dolla $ign | Let's Get It                             |
| "Touch The Sky"                    | 2014                           | Cam'ron, Smoke DZA | 1st of the Month Vol. 5                  |
| "Nights Like this"                 | 2015                           | OG Maco | none                                     |
| "Backflip" (Remix)                 | 2015                           | Casey Veggies, Iamsu!, ASAP Ferg | none                                     |
| "Somebody Else" (Remix)            | 2015                           | Rico Love, Usher | none                                     |
| "Whole Thang"                      | 2015                           | Juicy J | Blue Dream & Lean 2                      |
| "Livin Right"                      | 2015                           | Lil Wayne | Free Weezy Album                         |
| "Scrape It"                        | 2015                           | Juicy J, Project Pat | 100% Juice                               |
| "Do It for the Gang"               | 2015                           | Krept and Konan | The Long Way Home                        |
| "Im Out Here"                      | 2015                           | O.T. Genesis | R&B Rhythm Bricks                        |
| "Material Things"                  | 2015                           | Lyrica Anderson | Hello                                    |
| "All or Nothing                    | 2015                           | Puff Daddy, French Montana | MMM                                      |
| "Counterfeit"                      | 2015                           | Chris Brown, Rihanna, Kelly Rowland | Before the Party                         |
| "So High"                          | 2015                           | Jadakiss | Top 5 Dead or Alive                      |
| "Sitting Pretty"                   | 2015                           | Ty Dolla $ign | Free TC                                  |
| "Oh Na Na"                         | 2016                           | Snoop Dogg | Coolaid                                  |
| "Forgive Me Father"                | 2016                           | DJ Khaled, Meghan Trainor, Wale | Major Key                                |
| "Way Hii"                          | 2016                           | A$AP Mob, A$AP Rocky, BJ The Chicago Kid, Buddy | Cozy Tapes Vol. 1: Friends               |
| "Talk That Talk"                   | 2016                           | Juicy J, Project Pat | MustBeNice                               |
| "Best Thang Smokin"                | 2016                           | Berner, Snoop Dogg, B Real | Hempire                                  |
| "Seal"                             | 2016                           | Berner, K Camp | Hempire                                  |
| "All We Do"                        | 2016                           | Berner, Juicy J | Hempire                                  |
| "Still Rich"                       | 2016                           | Berner, Lil Kim | Hempire                                  |
| "Attention"                        | 2017                           | PnB Rock | GTTM: Goin Thru the Motions              |
| "Stare"                            | Ty Dolla $ign, Pharrell        | Beach House 3 |                                          |
| "Gang Up"                          | Young Thug, 2 Chainz, PnB Rock | Rychle a zběsile 8 |                                          |
| "Phone Jumpin"                     | Dave East                      | Paranoia: A True Story |                                          |
| "No Lies"                          | Ugly God                       | The Booty Tape |                                          |
| "Too Many"                         | Juicy J, Denzel Curry          | Rubba Band Business |                                          |
| "Test Drive"                       | Riff Raff                      | Aquaberry Aquarius |                                          |
| "Ridin' Out"                       | AD, RJ                         | Blue 89 C2 |                                          |
| "Always High"                      | Juicy J                        | Highly Intoxicated |                                          |
| "Flowers and Planes (Flight TGOD)" | Tuki Carter, Chevy Woods       | Flowers and Planes |                                          |
| "Hollywood"                        | Tuki Carter, Juicy J           | Flowers and Planes |                                          |
| "Heron"                            | Berner, Young Dolph            | Tracking Numbers EP |                                          |
| "On The River"                     | Young Dolph                    | Gelato |                                          |
| "Long Night"                       | 2018                           | Riff Raff, Gary Clark, Jr., Mozzy | Cool Blue Jewels                         |
| "Indica Badu"                      | 2018                           | Logic | Bobby Tarantino II                       |
| "Got Em Like"                      | 2018                           | Juicy J, Lil Peep | Shutdafukup                              |
| "Breathe"                          | 2018                           | Trick-Trick, Diezel | SmokeGang                                |
| "The Count"                        | 2018                           | Curren$y, Harry Fraud | The Marina                               |
| "Last Year"                        | 2018                           | Berner, Trey Songz | The Big Pescado                          |
| "B*tch You Lyin"                   | 2018                           | Chevy Woods | 81                                       |
| "Hillside"                         | 2018                           | Tory Lanez, Mansa | Memories Don't Die                       |
| "What's The Play"                  | 2018                           | žádné | The Uncle Drew Motion Picture Soundtrack |
| "Dope Dealer"                      | 2018                           | King Los | The 410 Survival Kit                     |
| "Take Her"                         | 2018                           | Famous Dex | Dex Meets Dexter                         |
| "God Wanted Us To Be Lit"          | 2018                           | Red Cafe, French Montana | Less Talk More Hustle                    |
| "Gucci On Yo Booty"                | 2018                           | YFN Lucci, Yung Bleu | LUCCI VANDROSS                           |
| "OMG"                              | 2018                           | Iggy Azalea | Survive the Summer                       |
| "Trippin"                          | 2018                           | DP Beats, Travis Scott | DPONTHEBEAT Vol.3                        |
| "Hardly Ever Home"                 | 2018                           | DP Beats | DPONTHEBEAT Vol.3                        |
| "All I Do Is Splash"               | 2018                           | DP Beats, Sosamann | DPONTHEBEAT Vol.3                        |
| "In Pocket"                        | 2018                           | Berner, Yung T.O.& Chevy Woods | Rico                                     |
| "Brown Bag"                        | 2018                           | Berner | Rico                                     |
| "Miss Me"                          | 2018                           | Berner, Styles P | Rico                                     |
| "Player Way"                       | 2018                           | Warm Brew | New Content                              |
| "Clouds"                           | 2018                           | K Camp | Rare Sound                               |
| "Surrounded"                       | 2018                           | Ty Dolla Sign, Jeremih, Chris Brown | MihTy                                    |
| "Feelin"                           | 2018                           | Berner | 11/11                                    |
| "Brrrr"                            | 2018                           | Berner | 11/11                                    |
| "Pack"                             | 2018                           | Berner | 11/11                                    |
| "Right There"                      | 2018                           | Chevy Woods | Lewis Park Legend                        |
| "Ducc Sauce"                       | 2018                           | Chevy Woods | Lewis Park Legend                        |
| "Fitness"                          | 2018                           | 24hrs | B4 Xmas                                  |
| "KhalifAndretti"                   | 2018                           | Curren$y | Weed & Instrumentals 3                   |
| "Ride or Die"                      | 2019                           | Sosamann | Sauce Eskobar 2                          |
| "Solitary"                         | 2019                           | Berner, Mozzy | Slimey Individualz                       |
| "4/20"                             | 2019                           | Jim Jones, Curren$y | El Capo                                  |
| "Wassup"                           | 2019                           | Berner, Chevy Woods | El Chivo                                 |
| "Do What We Want"                  | 2019                           | Berner | El Chivo                                 |
| "Still Ballin'"                    | 2019                           | Logic | Confessions of a Dangerous Mind          |
| "Empty Bottles"                    | 2019                           | Chevy Woods | New 90's                                 |
| "No Love Songs"                    | 2019                           | Chevy Woods | New 90's                                 |
| "Karl Kani"                        | 2019                           | Chevy Woods | New 90's                                 |
| "Nothin New"                       | 2019                           | Curren$y, Statik Selektah, Haile Supreme | Grand Turismo                            |
| "Lame"                             | 2019                           | Gucci Mane, Rick Ross | Delusions of Grandeur                    |
| "Big Deal"                         | 2019                           | E-40, P-Lo | Practice Makes Paper                     |
| "Take Me Away"                     | 2019                           | Snoop Dogg, Russ | I Wanna Thank Me                         |
| "La Plaza"                         | 2019                           | Berner, Snoop Dogg | La Plaza                                 |
| "Every Night"                      | 2019                           | Berner, Chris Brown | La Plaza                                 |
| "911"                              | 2019                           | 24hrs | World on Fire                            |
| "Iced Up"                          | 2019                           | Hoodrich Pablo Juan, Gucci Mane | Dope Money Violence                      |
| "Me" (Remix)                       | 2019                           | Chevy Woods | žádné                                    |
| "Bad Boy"                          | 2020                           | Yung Bae, Bbno$, MAX | žádné                                    |
| "Don't Worry"                      | 2020                           | Playboi Carti | žádné                                    |
| "Alive"                            | 2020                           | Chevy Woods | Since Birth                              |
| "All the Smoke"                    | 2020                           | Tyla Yaweh, Gunna | Rager Boy                                |
| "How We Do It:                     | 2020                           | Shoreline Mafia | Mafia Bidness                            |
| "90'IROC-Z"                        | 2020                           | Curren$y, Harry Fraud | The OutRunners                           |
| "While Driving"                    | 2020                           | Berner, B-Real | Los Meros                                |
| "So Simple"                        | 2020                           | Berner | Russ Bfalino: The Quiet Don              |
| "Everything"                       | 2020                           | Berner | Russ Bfalino: The Quiet Don              |
| "Proofread"                        | 2020                           | Famous Dex | Diana                                    |
| "Aww Man"                          | 2020                           | MadeinTYO | Never Forgotten                          |
| "Excite Me"                        | 2021                           | Lil Skies | Unbothered                               |
| "Rich Friends"                     | 2021                           | Fendy P | The Art Of Finessing 2                   |
| "Everything New"                   | 2021                           | DJ Pharris, Chance the Rapper, Rockie Fresh | žádné                                    |
| "Paper Cuts"                       | 2021                           | Casey Veggies | Cg5                                      |
| "Hella Smoke"                      | 2021                           | Rick Ross | Richer Than I Ever Been                  |
| "Higher Than Heaven"               | 2024                           | Jelly Roll | Beautifully Broken                       |

## Videoklipy

### Jako hlavní umělec
| Název                                                           | Rok  | Režisér                       |
| --------------------------------------------------------------- | ---- | ----------------------------- |
| "Youngin' on His Grind"                                         | 2007 | Bunchluv                      |
| "Pittsburgh Sound"                                              | 2007 | Bunchluv                      |
| "Say Yeah"                                                      | 2008 | Ara Soudjian                  |
| "This Plane"                                                    | 2009 | Bunch                         |
| "Black and Yellow"                                              | 2010 | Bill Paladino                 |
| "In the Cut"                                                    | 2010 | Bill Paladino                 |
| "Mezmorized"                                                    | 2010 | Bill Paladino                 |
| "Roll Up"                                                       | 2011 | Jake Davis                    |
| "On My Level" (feat. Too Short)                                 | 2011 | Jake Davis                    |
| "No Sleep"                                                      | 2011 | Colin Tilley                  |
| "Taylor Gang"                                                   | 2011 | Bill Paladino                 |
| "Black and Yellow" (Remix) (feat. Snoop Dogg, Juicy J a T-Pain) | 2011 | Motion Family                 |
| "Young, Wild & Free" (se Snoop Dogg feat. Bruno Mars)           | 2011 | Dylan Brown                   |
| "Dessert"                                                       | 2011 | Bill Paladino                 |
| "California"                                                    | 2011 | Bill Paladino                 |
| "Work Hard, Play Hard"                                          | 2012 | Bill Paladino                 |
| "It's Nothin'" (feat. 2 Chainz)                                 | 2012 | Bill Paladino                 |
| "STU"                                                           | 2012 | Greg Neiser                   |
| "Tweak Is Heavy"                                                | 2012 | Greg Neiser                   |
| "Remember You" (feat. The Weeknd)                               | 2012 | Ryan Hope                     |
| "The Bluff" (feat. Cam'ron)                                     | 2012 | Bill Paladino                 |
| "100 Bottles"                                                   | 2013 | Greg Neiser                   |
| "Let It Go" (feat. Akon)                                        | 2013 | Ryan Hope                     |
| "Bout Me" (feat. Problem a Iamsu!)                              | 2013 | Frank Paladino                |
| "Paperbond"                                                     | 2013 | Frank Paladino                |
| "Old Chanel" (feat. Smoke DZA)                                  | 2013 | Slick Jackson                 |
| "The Plan" (feat. Juicy J)                                      | 2013 | Frank Paladino, Alex Di Marco |
| "OG Bobby Johnson Remix" (feat. Chevy Woods)                    | 2014 | David Camarena                |
| "We Dem Boyz"                                                   | 2014 | Ethan Lader                   |
| "MAAN! Weedmix"                                                 | 2014 | David Camarena                |
| "KK" (feat. Project Pat a Juicy J)                              | 2014 | Frank Paladino                |
| "Promises"                                                      | 2014 | Gerard Victor                 |
| "Stayin Out All Night"                                          | 2014 | Director X                    |
| "You and Your Friends" (feat. Snoop Dogg a Ty Dolla $ign)       | 2014 | Kurt Nishimura                |
| "Hope (Young Icon)"                                             | 2014 | Wiz Khalifa                   |
| "Raw"                                                           | 2015 | Alexi                         |
| "Still Down" (feat. Ty Dolla $ign a Chevy Woods)                | 2015 | Gerard Victor                 |
| "Decisions"                                                     | 2015 | Dan Folger a Frank U          |
| "The Sleaze"                                                    | 2015 | David Camarena                |
| "See You Again"                                                 | 2015 | Marc Klasfeld                 |
| "Good For Us"                                                   | 2015 | Dan Folger                    |
| "Real Rich" (feat. Gucci Mane)                                  | 2017 | Cole Bennett                  |
| "Something New" (feat. Ty Dolla $ign)                           | 2017 | Bryan Barber                  |
| "The Life" (s Curren$y)                                         | 2019 | CBFOUR.CO                     |

### Jako vedlejší umělec
| Název                                                                                    | Rok  | Režisér                         |
| ---------------------------------------------------------------------------------------- | ---- | ------------------------------- |
| "Oh My" (DJ Drama feat. Fabolous, Roscoe Dash a Wiz Khalifa)                             | 2011 | Derek Pike                      |
| "Choppa Choppa Down" (Remix) (French Montana feat. Rick Ross a Wiz Khalifa)              | 2011 | Morocco Vaughn                  |
| "Bright Lights Bigger City" (Remix) (Cee Lo Green feat. Wiz Khalifa)                     | 2011 | Kai Regan                       |
| "Till I'm Gone" (Tinie Tempah feat. Wiz Khalifa)                                         | 2011 | Dori Oskowitz                   |
| "Yoko" (Berner feat. Wiz Khalifa, Chris Brown a Big K.R.I.T.)                            | 2011 | Tha Razor, Godfrey Tabarez      |
| "5 O'Clock" (T-Pain feat. Wiz Khalifa a Lily Allen)                                      | 2011 | T-Pain, Erik White              |
| "Do It Again" (Terrace Martin feat. Wiz Khalifa a Kendrick Lamar)                        | 2011 | Fredo Tovar, Scott Fleishman    |
| "I'm On" (Trae feat. Lupe Fiasco, Big Boi, Wale, Wiz Khalifa a MDMA)                     | 2012 | Philly Fly Boy                  |
| "Payphone" (Maroon 5 feat. Wiz Khalifa)                                                  | 2012 | Samuel Bayer                    |
| "Till I Die" (Chris Brown feat. Big Sean a Wiz Khalifa)                                  | 2012 | Chris Brown                     |
| "Celebration" (Game feat. Chris Brown, Tyga, Wiz Khalifa a Lil Wayne)                    | 2012 | Matt Alonzo                     |
| "Jet Life" (Currensy feat. Big K.R.I.T. a Wiz Khalifa)                                   | 2012 | Alex Nazari                     |
| "Say I" (E-40 a Too Short feat. Wiz Khalifa)                                             | 2012 | Ben Griffin                     |
| "Everything Is Good" (Juelz Santana feat. Wiz Khalifa a Bucksy Luciano)                  | 2013 | Propa TV                        |
| "M'fer" (Chevy Woods feat. Wiz Khalifa)                                                  | 2013 | Edge Media                      |
| "NBA" (Joe Budden feat. Wiz Khalifa a French Montana)                                    | 2013 | Eif Rivera                      |
| "Nothin' on Ya" (Gucci Mane feat. Wiz Khalifa)                                           | 2013 | Gabriel Hart                    |
| "Molly" (Tyga feat. Wiz Khalifa, Mally Mall a Cedric Gervais)                            | 2013 | Colin Tilley                    |
| "Paradise" (Cassie feat. Wiz Khalifa)                                                    | 2013 | Alex Nazari                     |
| "Beat It" (Sean Kingston feat. Chris Brown a Wiz Khalifa)                                | 2013 | Colin Tilley                    |
| "Paradise" (Berner feat. Wiz Khalifa)                                                    | 2013 | Tha Razor                       |
| "Goin' Up" (Iamsu! feat. Wiz Khalifa)                                                    | 2013 | Kreayshawn                      |
| "Ballin'" (Fat Joe feat. Wiz Khalifa a Teyana Taylor)                                    | 2013 | Eif Rivera                      |
| "Flatline" (Masspike Miles feat. Wiz Khalifa)                                            | 2013 | J.R. Saint                      |
| "Ain't No Changing Me" (Compton Menace feat. Wiz Khalifa)                                | 2013 | Tha Razor                       |
| "Reason to Hate" (DJ Felli Fel feat. Ne-Yo, Tyga a Wiz Khalifa)                          | 2013 | Matt Alonzo, Kai Henry          |
| "Fighter Jet" (Caligula feat. Wiz Khalifa)                                               | 2013 | Brazil                          |
| "Drop Bands on It" (Mally Mall feat. Wiz Khalifa, Tyga a Fresh)                          | 2013 | Mike Ho                         |
| "Dimes" (Vali feat. Wiz Khalifa)                                                         | 2013 | Paul Coy Allen                  |
| "23" (Mike Will Made It feat. Miley Cyrus, Juicy J a Wiz Khalifa)                        | 2013 | Hannah Lux Davis                |
| "Gettin' After That Money" (Boaz feat. Wiz Khalifa)                                      | 2013 | Matt Meehan                     |
| "Think About It" (Naughty Boy feat. Wiz Khalifa a Ella Eyre)                             | 2013 | Lance Drake                     |
| "More Champagne" (DJ Whoo Kid feat. Wiz Khalifa, ASAP Ferg a Problem)                    | 2013 | Dan the Man                     |
| "Feelin' Myself" (will.i.am feat. Miley Cyrus, French Montana, Wiz Khalifa a DJ Mustard) | 2013 | Michael Jurkovac, Pasha Shapiro |
| "Talkin' Bout" (Juicy J feat. Chris Brown a Wiz Khalifa)                                 | 2014 | Benny Boom                      |
| "Bigroom Blitz" (Scooter feat. Wiz Khalifa)                                              | 2014 | Paul Gerwien                    |
| "Hello, Hello" (ZTAO feat. Wiz Khalifa)                                                  | 2016 | Ethan Lader                     |
| "One Whole Day" (Dixie D'Amelio feat. Wiz Khalifa)                                       | 2020 | Jake the Shooter                |

### Cameo umělec
| Název             | Rok  | Umělec      | Režisér          |
| ----------------- | ---- | ----------- | ---------------- |
| "Sorry Not Sorry" | 2017 | Demi Lovato | Hannah Lux Davis |